# ホンダ・モトラ
モトラ (MOTRA) は、本田技研工業がかつて製造販売していた原動機付自転車である。

## 概要
徹底した実用性（積載機能）を重視した野性的な感覚をもつ50ccレジャーバイクとして開発された。1982年6月9日発表、同月10日発売。販売は日本国内のみ。メーカー希望小売価格は165,000円（北海道・沖縄のみ168,000円）。

## 車両解説
型式名はA-AD05。機種名はCT50Jc。車名はモーターサイクル (Motorcycle) + トラック (Truck) に由来する。アウトドアユースを意識したワイルドで無骨な外観を特徴とする。
カラーバリエーションはミリタリー調のポポグリーン（パンフレット上ではモトラグリーンとも表記される）と建設機器を想像させるメイズイエロー（パンフレット上ではモトライエローとも表記される）の2種類。
フレームはダブルクレードルに近い形状の鋼管フレームワークに、前部にエンジンガードとセンタースタンドのブラケットを兼ねるバーリング加工されたパネルと、後部にエンジンマウントを兼ねた軽目穴付きパネルを溶接という既存バイクとはかなり異なる作りとなっている。これに鋼管を複雑に曲げて溶接加工した前後の大型キャリアをフレームにボルト留めし、さらに社名をエンボス成形したABS樹脂製の大型サイドパネル、複雑な形状をしたPP樹脂製の大型前後フェンダーを組み合わせるという大変凝った車体となっている。前後キャリアは非常に大きく大量の荷物の積載を可能とする。また長尺物を固定するためのラッシングベルトガイドを車体左側に備える。これら装備類の影響もあり車両重量は81kgとなる。これは同世代のミニバイク・レジャーバイクと比較するとやや重い。ただし現行のカブシリーズと比較した場合はかなりの軽量となる。

## キャブレター・エンジン・変速機
キャブレターはケーヒン製PB59（ベンチュリ径13mm）を使用。エンジンは、スーパーカブ系前傾80°排気量49cc空冷4ストローク単気筒エンジンを搭載。点火タイミングは回転にかかわらず進角27°固定。スーパーカブよりも大径のインレットマニホールド・エキゾーストマニホールドに大径のバルブを備えた本車専用のシリンダーヘッドにより最高出力4.5psを発生する。これは同世代のスーパーカブ系エンジンを有するミニバイクの中でも高いパワーを誇る（同世代同型エンジンで最高はスーパーカブ50・スーパーデラックスの5.5ps）。
変速は3速ロータリー式マニュアルトランスミッションだが、カウンターシャフトから先に高低2速を有するレバー操作式の副変速機も搭載されており実質6速を備える。変速比は高は1.000、低は1.459となる。同様の副変速機構を有するものとしてCT110があるが、部品の互換性はない。ロータリー式ミッション1速かつ副変速機を低速で組み合わせた場合には最大で約23°の登坂能力を発揮する。これは原動機付自転車でも最高の登坂力を誇る。

## ホイール・タイヤ・サスペンション
ホイールは、スチール製の10インチ・幅4.0Jの合わせホイールとなる。タイヤは前後ともブリヂストン・レクタングルRE2（現在は廃盤）のリム径10インチ・幅5.4インチのワイドブロックタイヤだが、チューブレスタイヤではないため別途チューブが必要となる。空気圧は前後ともに1.0kg/cm3。このブロックタイヤとフロントフェンダーの取付位置や車体色から想起されるイメージから、しばしばオフロード走行コンセプトの原動機付自転車と誤解されがちだが、あくまでも本車のコンセプトは荷物積載量と大量積載時の坂道・路上走行性能にある（つまりトラックコンセプト）。
オフロード使用をするユーザーも居る。その場合、幅5.4インチの太いタイヤは接地圧の分散に有効で泥濘、砂利、砂に強い。半面、轍や石にハンドルを取られやすく、荒地・林間・山岳地の走破性はオールラウンドに高いわけではない。舗装道路においてもカーブでは独特のコントロールを要求する。
リアにはレベライザー付きサスペンションを装備する。これは大積載時用に油圧でプリロード調整が可能なサスペンションで、車体右側のシート下にある回転レバーを回すことで変更できる。また大積載時の坂道でも安定した駐車を可能とするロック機構付きセンタースタンドを持つ。ロック解除はハンドル左側にあるレバーにて行うが、これはしばしばクラッチレバーと誤解されることが多い。

## 電装系
バッテリーおよび電装系は6V。
発電機はライティングコイル系統（半波脈流・変動電圧回路）、チャージコイル系統（半波整流・定電圧回路）の2系統の出力を持つ。ライティングコイル系統にはヘッドライト、ポジションランプ、テールランプが接続される。チャージコイル系統にはレギュレートレクチファイヤ（降圧型レギュレータと整流器を組み合わせた電装系機器のこと）で半波整流された後、バッテリー、ホーン、ウィンカーランプ（ウィンカーリレー含む）、計器ランプ類、ブレーキランプが接続される。
本車の販売時期の頃はちょうど12Vへの過渡期にあり（86年にスーパーカブは12Vに変更）チャージコイル系統も充分な発電力を持つ。これに後述の部品供給の問題から、現存する車体では一部に変圧・整流を行うレギュレートレクチファイヤとバッテリーの変更により12V化することで、現行の12V電装部品の流用を可能としているユーザーもいる（なおその場合は、電球類、ホーン、ウィンカーリレー等の変更も必要となる）。

## オプション・アフターマーケットパーツ類
専用オプションは、スポーツシールド（ウィンドスクリーン）、ヘッドライトプロテクター、フロントバスケット、レッグシールド、サイドスポーツキャリア（左側のみ）、リアトランク（トップケース）、サイドスタンド、リアマッドガード、専用ボディカバーの9種が設定、汎用オプションでヘルメットの1種が設定されていた。現在では、本車専用オプション品は部品以上に流通量が少なく、更に高価な取引価格となっている。
本車のパーツはスーパーカブ等と互換性があるが、本車の外観的・機能的特徴を成す部分の部品は専用品が多く、そのほとんどが廃盤となっているか、自作や流用が難しいことから常に高価で取引される。
また、本車専用のアフターマーケットパーツは皆無に近い。オプションのヘッドライトプロテクター、フロントバスケットのリプロダクト品もあるが非常に高価である。消耗品でありつつも本車専用品となっているドライブ（フロント）スプロケットは現在でも有志が作ったものがわずかながら流通することがある。また本車の用途ゆえに錆びやすいマフラーを代替するためステンレス製マフラーを有志で作ったこともあったが、こちらはさらに製作数は少なくほとんど流通することはない。
本車専用以外ではスーパーカブのアフターマーケットパーツの一部が装着可能はあるが、例えばマフラーの場合ではセンタースタンドを外す必要があったり、リヤサスペンションの場合ではプリロード付きリヤサスペンションが使用不可になるなど、交換の恩恵とは別に本車の特徴を失うという場合が非常に多い。

## 発売後の反響
発売当時は高回転ハイパワー型かつレーシーなミニバイクが人気を博した一方、本車は登坂能力や積載重視という特異性に加え、当時の価格が原動機付自転車としては割高であったことからヒットには至らなかった。しかし現在ではその機能の特殊性や、替えの利かない特徴的なデザインゆえに中古車市場では比較的高価でやりとりされる。

## 関連車種
同じスーパーカブ系の横型単気筒エンジンを搭載している車種を挙げる。
現行車種
- スーパーカブ

販売終了車種
- ダックス (ST50 ST70)
- ハンターカブ (CT50 CT110)
- ポートカブ (C240)
- ベンリイ (CL50 CD50 CD90など)
- シャリィ(CF50 CF70)
- ジャズ
- ソロ
- ジョルカブ
- マグナ50
- モンキー
- ゴリラ